# Древность игр в шашки и шахматы
«Древность игр в шашки и шахматы» — монография Давыда Ивановича Саргина, русского историка шахмат и шашек, посвящённая истории развития более 30 вариантов игры в шашки, шахматы (нарды, столбовые шашки, поддавки и т. д.), проникновении их в Европу и Россию. Исследование вышло в Москве в 1916 году и не переиздавалось. Выходные данные: Саргин Д. И. Древность игр в шашки и шахматы. — М., 1916. — XXIV, 350 экз., 396 с.

## Обзор содержания книги
Книга создавалась с 1902 по 1913 годы. В ней представлены не только разрозненные сведения о прошлом шашечной и шахматной игры, нард, латрункулей, мельницы и др, но и нашла отражение вся сложность и противоречивость гражданской позиции автора. В книге отсутствуют сквозная нумерация страниц, названия глав, оглавление, общий объем сносок не меньше объема основного текста. Описание артефактов и археологических находок относящихся к "интеллектуальным" играм прошлого занимают в книге, пожалуй, только одно из равноценных мест. В книге много пространных рассуждений, гипотез, повторов одних и тех же идей и мыслей. По всей книге рассыпаны автобиографические, факты, политические и философские оценки российского общества начала XX века, аспекты личных отношений с членами шахматного и шашечного сообществ, оценка научных теорий и большое количество второстепенных разрозненных фактов.
Учитывая, что в те времена отсутствовала электронная верстка, набор и редактирование текста монографии, изобилующего специальными терминами, подготовка книги было серьезнейшим испытанием для наборщиков и корректоров этого фундаментального труда. Набранная из свинцовых элементов книга весила несколько сотен килограмм, что не могло не вызывать нареканий у издателя. Начавшаяся Первая мировая война создала дополнительные финансовые трудности для выхода книги. Заявленный тираж в 350 экземпляров оказался финансово-неподъемным для Д.С. Саргина. Он выкупил у издателя не сброшюрованные и не переплетённые листы 100 экземпляров книги, переплёл их частным образом, хранил их у себя дома и распространял их по личным заказам.
По данным историка В.С. Пименова уцелело 20-30 экземпляров. Судьба 250 экземпляров книги неизвестна.
Д. И. Саргин в подстрочных примечаниях и сносках дал обширные библиографические материалы по шашкам, привел литературу, выпущенную в России и за рубежом, с анализом ценности таковой для шашек.

## «Устав игры в русские шашки»
В приложении монографии приведены правила для соревнований по шашкам (работа над которой началась более 30 лет назад).
В 1878 году к Д. И. Саргину обратился редактор «Шахматного листка» М. И. Чигорин с предложением составить перечень главнейших правил. Как писал сам Д. И. Саргин в комментарии («Древность игр в шашки и шахматы», с.303-304)
Статейка моя, — написанная тогда наскоро и без системы, не попала в печать. Впоследствии я переслал её М. К. Гоняеву, который и написал первый устав игры… В составлении и редактировании этого устава я принимал деятельное участие. Особенно полезен был нам шахматный устав К. А. Яниша (1854—1857 гг.).

В 1884 году «Устав шашечной игры» был напечатан в журнале «Радуга» (№ 15,16), где шахматно-шашечный отдел вели Д. И. Саргин совместно с П. П. Бобровым. Предваряя публикацию, редакция писала, что устав
составлен нашим известным теоретиком по шашечной игре М. К. Гоняевым. Игра до сих пор не имеет свода правил, у А. Д. Петрова они изложены очень кратко, а о многих случаях, могущих породить споры, вовсе не упомянуто.
Д. И. Саргин писал о ней, что «в принципе прекрасно разрешает все главные вопросы как самой игры, так и внешних её распорядков», в то же время подчеркивая, что он не лишён отдельных недочётов. Именно это обстоятельство побудило его взяться за доработку документа, который в новой редакции и под новым названием — «Устав игры в русские шашки М. К. Гоняева и Д. И. Саргина» — был напечатан в журнале братьев А. и В. Шошиных «Шашечный листок» (1903, № 2/4, с.33-42).
Включая в монографию «Устав шашечной игры», Д. И. Саргин писал об изменениях, сделанных им:
«Здесь, помимо языка, лучшего распределения статей и их сокращения, введен счет 15 ходов для борьбы трех дамок против одной, исправлены статьи о ничьей в поддавках, причем на спорные окончания дано лишь 15 ходов, и, главное, статьи о незаконных действиях выделены в особую главу и применению их дан практически удобный характер» («Древность игр в шашки и шахматы», с.306).
Далее, на странице 309, отмечая заслуги М. К. Гоняева в создании устава, Д. И. Саргин писал: «Теперь я его так не называю, ибо тотчас же по опубликовании его стали означать одною моею фамилиею; настаивать же на практически неудобном, хотя бы и точном заглавии было бы бесцельно. Важно лишь то, чтобы любители знали, как составлен устав, что он не представляет ничего существенно нового против устава М. К. Г. Легко могло быть, что не напиши покойный любитель своего устава в замечательном по систематичности изложении, — не было бы и настоящего устава».